# Karen Breschi
Karen Breschi (nascida em 1941) é uma ceramista americana. O seu trabalho encontra-se incluído nas colecções do Museu Smithsoniano de Arte Americana, do Oakland Museum of California, do Museu de Arte Moderna de São Francisco e do Museu de Arte Contemporânea de Chicago.